# Силви Паезе (Терамо)
Силви Паезе (итал. Silvi Paese) је насеље у Италији у округу Терамо, региону Абруцо.
Према процени из 2011. у насељу је живело 812 становника. Насеље се налази на надморској висини од 231 м.